# 一休さん
一休さん（いっきゅうさん）は、室町時代の臨済宗の僧一休宗純の愛称。主に、その生涯に様々な説話を残した事から江戸時代に説話『一休咄』が作られ、頓知で有名となる。
昭和の終頃まで、絵本の童話の題材、紙芝居の題材として良く用いられた。特に、屏風の虎退治などの話は有名。

## 代表的な説話
『一休咄』は作者不詳で、世に出たのは一休の遷化から200年余り後の江戸時代前期・元禄年間である。実在の一休が周建を名乗っていた幼少時代に時代が設定される。『一休咄』は民衆の願いを歴史上の人物に仮託した読み物で、一休の事績の他に、一休になぞらえた民間説話や登場人物を他の高僧から一休に置き換えた伝説が数多く挿入されており、史実とは言い難い。
屏風の虎退治　
足利義満が一休に出した問題の一つ。
「屏風絵の虎が夜な夜な屏風を抜け出して暴れるので退治して欲しい」と義満が訴えたところ、一休は「では捕まえますから虎を屏風絵から出して下さい」と切り返し、義満を感服させた。
このはし渡るべからず
桔梗屋が一休に出した問題の一つ。
店の前の橋を一休さんが渡ろうとすると、「このはしわたるべからず（『この橋を渡るな』の意）」と書いてある。しかし一休は、「この端（はし）渡るべからず」と切り返し、橋の真ん中を堂々と渡った。
後日談で、同じ問題に加えて「真ん中も歩いては駄目」と難題を出されたが、「橋に乗らねばよいのだろう」と敷物を敷いてその上を歩いて渡ってきた。

## 映像作品

### アニメ
一休さん
1975年10月15日から1982年6月28日まで、NETテレビ（日本教育テレビ、本放送中の1977年よりテレビ朝日）系列で全296話が放送された。中央児童福祉審議会推薦番組。制作は東映動画（現東映アニメーション）。一休をモデルとする『一休咄』などの頓智咄（とんちばなし）を原作としている。
オトナの一休さん
NHKのラジオドラマとEテレのアニメ番組がある。
このほかにも、『まんが日本昔ばなし』（1976年 - 1994年、グループ・タック）をはじめ、ウォーカーズカンパニーが製作したOVA『ビデオ絵本』やピーエスジーが販売するOVA『よいこのアニメ館 日本のおとぎ話』、アミューズビデオが製作したDVD「日本のめいさくどうわ」などで「一休さん」のタイトルで扱われた。また、「まんが偉人物語」（1977年 - 1978年）では「一休」のタイトルで扱われている。

### ドラマ
レギュラー
『一休さん・喝!』
1986年10月9日から12月11日まで、テレビ東京系で放送された。主演は柳沢慎吾。
室町時代の話ではなく、一休さんが現代にいたら?という設定のコメディー。
スペシャルドラマ
いずれもフジテレビ系列で放映。
- 『一休さん』
  - 1985年8月12日・月曜ドラマランド、主演：富田靖子。

- 『一休さんII』
  - 1986年11月17日・月曜ドラマランド、主演：浅香唯。

- 『えなりかずきの一休さん』
  - 2004年1月8日、主演：えなりかずき。
  - 室町時代の話ではなく、一休さんが現代にやってくるというタイムトラベルもの。

- 『一休さん』
  - 2012年6月30日・土曜プレミアム、主演：鈴木福。前述の東映動画版を原作とする。

- 『一休さん2』
  - 2013年5月5日、主演：鈴木福。上記ドラマの続編。

## CMキャラクター
頓智噺から「親しみやすい小坊主さん」という一般的イメージを得ている事から、しばしば仏壇店・墓石店など仏教に関係する業種のコマーシャルにオリジナルのアニメーションやイラストで登場する。それ以外でも頓智問答として「一休さん」が出ることもあるほか、前述の東映動画版アニメーションがキャラクターとして使われることも多い。
仏具・石材店
長野県長野市の仏壇・石材店である「株式会社一休さんのはなおか」が「一休さん」の商標登録権を所有して、一休さんとタヌキ・ウサギが登場するアニメーションのCMシリーズが放送されている。各地の同業者でも同社と契約を結んで店名部分や一部歌詞を入れ替えた同一内容のCMを流している。
- 一休さんのはなおか（長野県）
- かじそ（福井県）
- 米永仏壇（石川県・富山県　富山県はラジオCMのみ）
- 開運堂（山梨県）
- ほこだて仏光堂（宮城県　本社所在地は福島県相馬市で同市内にも店舗を持つが、後述の大黒堂との兼ね合いからCM放映は宮城県のみ。同市を含む相双地区に展開していない大黒堂とは競合関係にないこともあり、宮城県内の他店と同様に一休さんをイメージキャラクターとして使用）
- 大黒堂（福島県　一時期仙台市泉区にも出店していたが、同市内においては前述のほこだて仏光堂と競合することから一休さんに代えて大黒天をイメージキャラクターとして用いていた）
- ほうりん（岡山県　のち小林朱雲堂に移行）
- 小林朱雲堂（岡山県　ほうりんから移行）
- 岩井仏壇店（広島県）
- ヨシムラ石材店（高知県）
- ナイガイメモリアル(山形県　2018年に店舗名を「一休さんナイガイ」から「終活設計ナイガイ」へ改称し一時使用を見合わせていたが、2021年より使用を再開)

その他、一休さんのはなおかのものではないアニメーションやイラストも散見する。
他業種 　
- ヤマヨ食品・特製丸辰ちくわ（東海3県および長野県）
- NTTドコモ - 「スマホの家族割引で一人1980円」というCMで、東映版アニメの替え歌に合わせて、顔が一休さんの顔に変化するもの。2018年秋以降は細川たかしが歌唱するバージョンに変更された。
- KDDI・au - 2021年1月15日より放送の三太郎シリーズのCMで、岡山天音が「一休ちゃん」として扮している。